# Поволжский музей железнодорожной техники
Поволжский музей железнодорожной техники — специализированный музей Самары, расположенный по адресу улица Литвинова, 332 литер А. Музей расположен на территории учебных корпусов Самарского государственного университета путей сообщения (СамГУПС). Также может упоминаться как Музей железнодорожной техники СамГУПС, Самарский музей железнодорожной техники и тому подобное.

## История
Ранее территория, где расположен музей, относилась к полигону девятой бригады железнодорожных войск станции Безымянка.
Музей открыт по инициативе Сергея Кобзева, занимавшего должность начальника Куйбышевской железной дороги.
Подготовительные работы по созданию музея начались 15 сентября и завершились менее чем за два месяца. Железная дорога вложила в проект 5 миллионов рублей.
9 ноября 2010 года состоялось торжественное открытие музея, приуроченное к 136-летию Куйбышевской железной дороги и седьмой годовщине образования ОАО «РЖД».
17 ноября 2020 года завершились работы по реставрации музея. В административном здании постройки XIX века (ранее служило вокзалом на станции Дашково) воссоздана атмосфера и интерьер железнодорожных вокзалов тех лет — появились зал ожидания с изразцовой печью и скамейками, буфет и кабинет начальника станции. Интерьер дополнили раритетные стол и стулья, секретер и оригинальный сейф Сущёвского завода времён Самаро-Златоустовской железной дороги, а также витрины с документами — подлинными приказами, томами технической документации и формой железнодорожников разных лет.

## Экспонаты
Инфраструктура
- Здание вокзала станции Дашково (уникальный вокзал постройки середины XIX века перенесён со станции Дашково (Пензенская область)
- Семафоры, стрелочные переводы и прочие образцы сигнализации и путевого хозяйства
- Элементы мостов
- Образцы рельсов

Моторвагонный подвижной состав
- Скоростной электропоезд ЭР200. Состав из трёх вагонов: промежуточных ЭР200-252, ЭР200-254 (1994 года постройки) и головного ЭР200-107 (1988 года постройки)
- Вагоны СД № 035 и СМ3 № 256, оба вагона изначально имели серию СВ, потом СД, у обоих переделаны двери для выхода на низкие платформы, серию СМ3 получили при переделке в 1956 году на напряжение в 3 кВ. Являются одними из ценнейших экспонатов музея, так как подобные вагоны электросекций сохраняются только в коллекции музея Октябрьской железной дороги
- Электропоезд ЭР-2 371 в составе два вагона: ЭР-2 37106 и ЭР-2 37109
- Дизель-поезд ДР1А-310 (головная секция)

Паровозы
- Макет паровоза Черепановых
- П36-0232, сильно разукомплектован. Привезён из Златоуста (Челябинская обл.) (там ещё остались останки П36-0058)
- Л-0815
- ЛВ-0268
- ЭР766-80
- Еа−2735, поступил в декабре 2015 года с Дальневосточной железной дороги. Имеет оборудованную кабину машиниста.

Тепловозы
- ТЭП60-1029
- ТЭ3-5531
- 2ТЭ10Л-1364
- ЧМЭ3-5188
- ТЭМ2-3018
- ТГК2-7892
- ТУ2-104, узкоколейный, прибыл с Уфимской детской железной дороги. Находится в составе поезда с тремя узкоколейными пассажирскими вагонами ПВ-40.

Электровозы
- ВЛ22м-442
- ВЛ23-401
- ВЛ8-1700
- ЧС2-817
- ЧС4-160
- ВЛ10-085, номер не родной, машина из поздних номеров.

Дрезины и путевая техника
- ДТ-5 «Пионерка», мотодрезина
- АГВ-171, монтажная автомотриса
- АС1А-2327, служебная автомотриса
- АС4-022, служебная автомотриса
- ЭСО-3 № 35, снегоочиститель роторный
- ДМС-1077 (настоящий номер 077), монтажная дрезина
- ПЗСМ, паровозозаправочная станция (поступила в 2015 году. Состоит из двух тендеров паровоза серии ФД.)

Вагоны
- Вагон-путеизмеритель КВЛ-П2 063 № 72361 (поступил в музей зимой 2019 года)
- 2-осный пассажирский вагон завода «Феникс» 1908 г.п.
- 2-осный пассажирский вагон 1926 г.п.
- 4-осный пассажирский вагон 1936 г.п.
- 8-осная цистерна
- 4-осная цистерна
- 4-осный вагон-кухня
- 4-осный вагон-пекарня
- 2-осная платформа
- 2-осный вагон НТВ
- 2-осная платформа
- 2-осная цистерна № 117 (предположительно производство Германия)
- 2-осная цистерна № 70001 1940 г.п
- 2-осная цистерна № 70003 1940 г.п.
- 2-осный деревянный вагон
- 2-осный деревянный вагон
- 4-осная платформа
- 4-осный крытый вагон
- 4-осный полувагон
- 4-осная платформа
- 4-осная платформа
- 4-осная платформа
- 4-осная узкоколейная платформа
- Узкоколейная вагонетка

Автотранспорт
- Гусеничный универсальный тягач ГТУ-1
- Трактор ДЭТ 250 № 6726
- Бронированный тягач тяжёлый БТТ-1
- Бронированный тягач тяжёлый БТТ-1 с муляжом орудийного ствола
- Грузовой автомобиль ГАЗ-53
- Грузовой автомобиль ЗИЛ-130
- Спецавтомобиль на шасси ГАЗ-66 с буровой установкой

Прочие экспонаты
- Будка путевого обходчика
- Стрелочный перевод с замком Мелентьева
- Ферма Александровского (Сызранского) моста
- Ферма моста Толкай-Подбельская
- Стенд путевых инструментов
- Стенд рельсов
- 2-значный линзовые переездный светофор
- 4-значный линзовый карликовый выходной светофор
- 2-значный линзовый карликовый маневровый светофор
- 2-значный линзовый маневровый светофор
- 1-значный линзовый заградительный светофор
- 3-значный линзовый заградительный светофор
- 5-значный линзовый выходной светофор
- 4-значный линзовый входной светофор
- Семафор на металлической мачте с одним крылом
- Семафор на металлической мачте с двумя крыльями
- Гидроколонка паровозная № 1
- Гидроколонка паровозная № 2
- Поперечно-строгальный станок фирмы «CINCINNATI SHAPER CO» с ременным приводом
- Токарно-винторезный станок модель 1-К62 выпуска ЗАО «СЗ КРС»
- Токарно-револьверный станок Станкозавода модель «НР-43»
- Приводные комбинированные пресс-ножницы для резки труб/профиля/прутьев
- Металлообрабатывающий станок Ч.С.Р. завод им. И. Вольмана.

Значительная часть экспонатов предоставлена Куйбышевской, Приволжской и Южно-Уральской железными дорогами.